# ستيف أبوت
ستيف أبوت (بالإنجليزية: Steve Abbott)‏ هو محامي وسياسي أمريكي، ولد في 16 أغسطس 1962. حزبياً، نشط في الحزب الجمهوري.